# Karl Haenchen (Historiker)
Karl Robert Heinrich Haenchen (* 19. Dezember 1883 in Czarnikau, Provinz Posen; † 3. Juli 1962 in Berlin) war ein deutscher Historiker und Pädagoge.

## Leben
Karl Haenchen verbrachte seine ersten Lebensjahre als ältestes Kind des Kreissekretärs Carl Hermann Haenchen (1846–1897) und dessen Ehefrau Elfriede Haenchen, geb. Kubsch (1858–1939) zusammen mit seinen beiden Geschwistern Erika und Ernst in der westpreußischen Kreisstadt Czarnikau. Nach dem Tode des Vaters übersiedelte die Familie nach Breslau, 1904 dann nach Berlin. Karl Haenchen ging ab 1896 auf das Joachimsthalsche Gymnasium in Berlin (untergebracht im „Joachimsthalschen Alumnat“), wo er am 7. März 1902 sein Abitur ablegte. Im Wintersemester 1902/03 begann er ein Studium der klassischen Philologie  an der Universität Breslau. Zum Wintersemester 1903/04 wechselte er an die Friedrich-Wilhelm-Universität Berlin, wo er sein Studium im Sommersemester 1906 beendete. Nach Bestehen des Staatsexamens Anfang 1908 erhielt er 1911 eine erste Anstellung an der neugegründeten Höheren Knabenschule (Oberrealschule und Realgymnasium) in Berlin-Lichtenberg. Der Erste Weltkrieg unterbrach seine Laufbahn für vier Jahre. 1918 konnte er sie trotz Kriegsverletzung wieder aufnehmen und wechselte in den frühen 1920er Jahren an das Zehlendorfer Gymnasium.
Ein Forschungsschwerpunkt Haenchens lag auf dem Gebiet der Revolution von 1848, wo er allerdings einen dezidiert monarchistischen Standpunkt vertrat. Damit gelang es ihm jedoch, die Sichtweise der seinerzeit herrschenden Monarchen insbesondere in Preußen auf die Revolution darzustellen, die er durch Publikation einer Reihe von Dokumenten aus den Archiven untermauerte.
Nach 1918 war Karl Haenchen in der DNVP aktiv, deren Zehlendorfer Ortsvorsitz er in den 1920er Jahren zeitweilig innehatte. Nach dem Beitritt der DNVP zur Harzburger Front zog er sich allerdings aus der Politik zurück und war auch in den 1930er-Jahren nicht bereit, der NSDAP beizutreten. Als politisch unbelastet eingestuft konnte er 1945 seine Arbeit wieder aufnehmen.
Karl Haenchen war zweimal verheiratet. In erster Ehe (ab 1910) mit der Kaufmannstochter Erna Fruchtermann (1887–1981) aus Konstantinopel, mit der er 7 Kinder hatte, von denen allerdings nur 3 die Zwischenkriegszeit bzw. den Zweiten Weltkrieg überlebten, darunter der Fotograf Karl Ludwig Haenchen. Nach der Scheidung 1937 heiratete er die Kellnerstochter Edith Zielinski (1910–1960) aus Ferch.
Karl Haenchens jüngerer Bruder war der Theologe Ernst Haenchen.

## Schriften (Auswahl)
- Das Kölner Wahlprivileg (Wissenschaftliche Beiträge zum Jahresbericht des Realgymnasiums i. E. nebst Realschule i. E. zu Lichtenberg bei Berlin, Ostern 1911)
- Zur Kritik der Annales Egmundani, Dissertation Friedrich-Wilhelm-Universität Berlin (13. Okt. 1921), Maschinenschrift, auszugsweise gedruckt in: Jahrbuch der Dissertationen der Philosophischen Fakultät Berlin. 1920–21. S. 315–318; Auch in: Neues Archiv für ältere deutsche Geschichtskunde.- Berlin, Phil. Diss. v. 13. Okt. 1921 [1923]
- Die Deutsche Flotte von 1848 (Hansische Volkshefte 9, herausgegeben von Hansischen Geschichtsverein), Bremen 1925. Neudruck Europäischer Hochschulverlag 2012, ISBN 978-3-95427-187-0
- Revolutionsbriefe 1848 – Ungedrucktes aus dem Nachlaß König Friedrich Wilhelms IV. von Preußen, Leipzig 1930
- Friedrich von Holsteins Herkunft und Jugend, in: Mecklenburgisch-Strelitzer Geschichtsblätter, 7. Jg. (1931), S. 109–130
- England und Deutschland in den letzten hundert Jahren, in: Fortbildung, Jg. 42 (1934), S. 4–38
- Friedrich Graf von Wrangel (1784–1877), in: Pommersche Lebensbilder, Bd. I. Pommern des 19. und 20. Jahrhunderts, 1934, S. 71–84
- Flucht und Rückkehr des Prinzen von Preußen im Jahre 1848, in: Historische Zeitschrift, Bd. 154 (1936), S. 32–95
- Aus dem Nachlaß des Generals von Prittwitz, in: Forschungen zur Brandenburgischen und Preußischen Geschichte, Bd. 45 (1938), S. 99–130
- Der Quellenwert der Nobilingschen Aufzeichnungen über die Berliner Märzrevolution, in: Forschungen zur Brandenburgischen und Preußischen Geschichte, Bd. 52 (1940), S. 231–239
- Aus den Briefen Nobilings an Prittwitz, in: Forschungen zur Brandenburgischen und Preußischen Geschichte. Band 53, 1941, S. 129–154
- Die Berufung der Gebrüder Grimm nach Berlin, in: Forschungen zur Brandenburgischen und Preußischen Geschichte, Bd. 54 (1942), S. 11–42